# Club Deportivo Lalín
El Club Deportivo Lalín és un club de futbol gallec de la ciutat de Lalín, a la província de Pontevedra. Fundat el 1974 juga actualment al grup sud de la Preferent Autonòmica de Galícia.

## Història
El 1981 el Lalín va aconseguir el primer ascens de la seva història a Tercera divisió, categoria en la que es va proclamar campió la temporada 1984/85, aconseguint el primer ascens a Segona B. En les dècades de 1980 i 1990 l'equip aconseguiria tres ascensos més a la divisió de bronze després de tres descensos. La temporada 1998-99 va ser l'última que el club va jugar a Segona B. Des de llavors, el club es va mantenir a Tercera fins a l'any 2010, quan va descendir a Preferent Autonòmica després de tres dècades. Els anys següents ha viscut ascensos i descensos que l'han portat, fins i tot, a la Primera Autonòmica (divisió inferior a la Preferent).

## Dades del club
- Temporades a 1a: 0
- Temporades a 2a: 0
- Temporades a 2aB: 6
- Temporades a 3a: 24
- Copa del Rey: 8 participacions
- Millor posició a 2aB: 12è (temporades 1987-88 i 1988-89)

## Palmarès
- Tercera Divisió (2): 1984–85, 1990–91
- Subcampió de Tercera Divisió (2): 1997–98, 2007–08